# Gyalár község
Gyalár község (románul: Comuna Ghelari) község Hunyad megyében, Romániában. Központja Gyalár, beosztott falvai Govasdia, Plop, Rudafalu Romániában, Hunyad megyében.

## Népessége
A 2011-es népszámlálás adatai alapján a község népessége 1983 fő volt.